# Oides australis
Oides australis es una especie de insecto coleóptero de la familia Chrysomelidae.
Fue descrita científicamente en 1835 por Boisduval.